# レオン大聖堂 (ニカラグア)

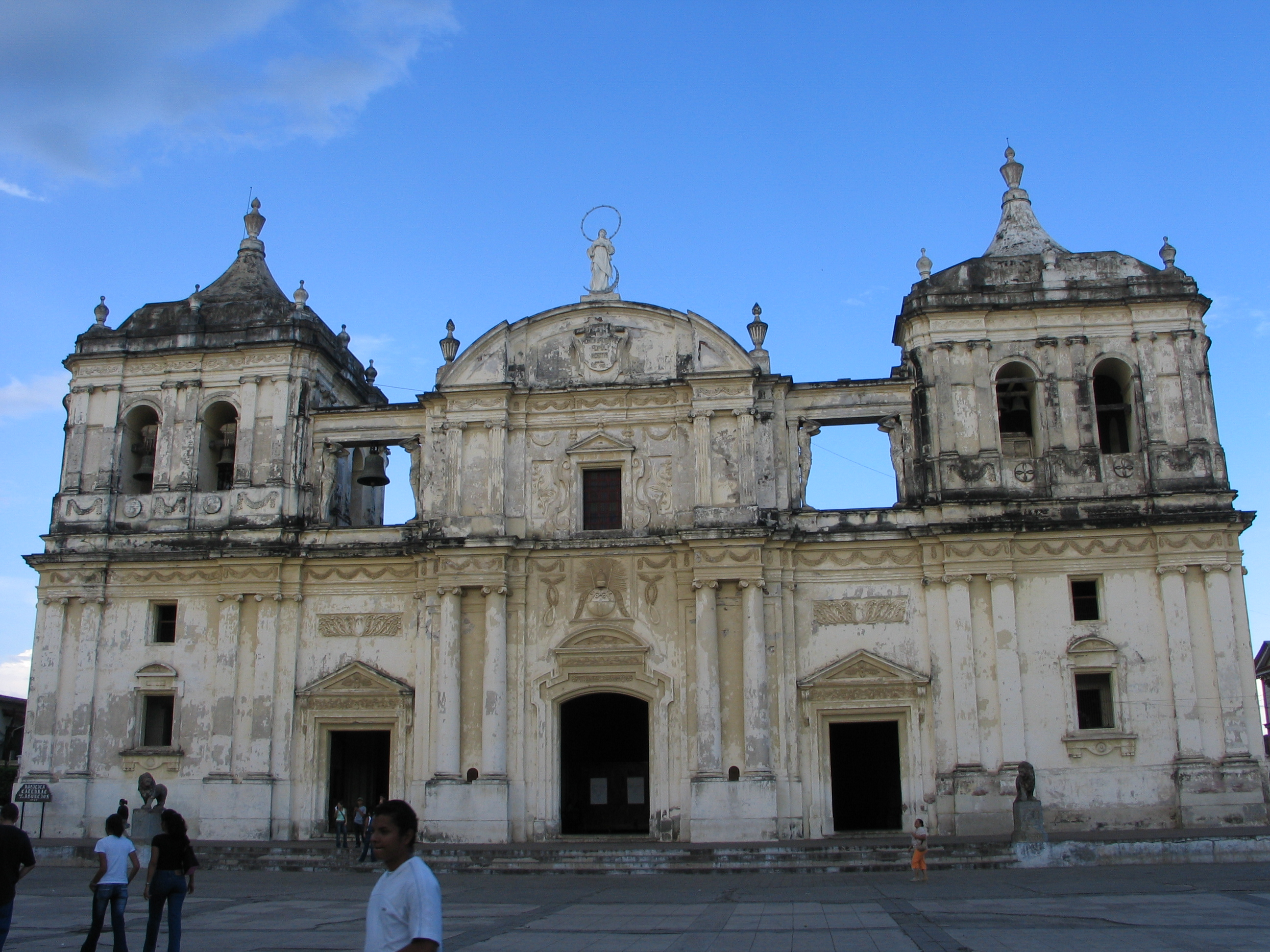
大聖堂のメインファサード

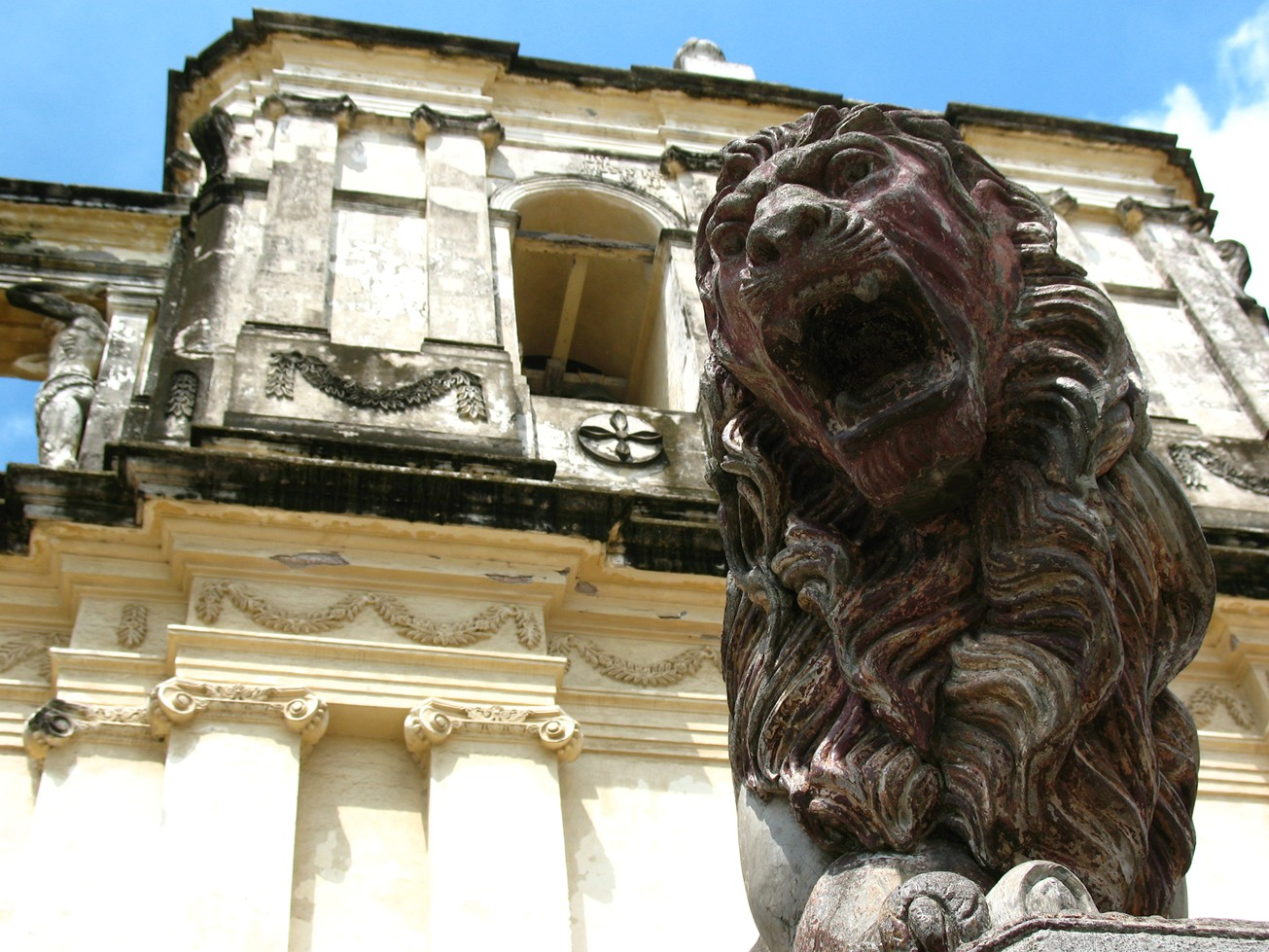
レオン大聖堂

レオン大聖堂（Catedral de León）は、ニカラグアのレオンにあるカトリックの大聖堂。

## 概要
レオン大聖堂は中米最大級の聖堂建築で、1747年から19世紀初頭にかけて建築された。設計はグアテマラ出身の建築家、ディエゴ・ホセ・デ・ポレス・エスキベルであり、1810年には塔とメインファサードが完成した。その後の1821年にニカラグアはスペインから独立、レオンはその首都となり、大聖堂はアメリカ大陸で最も古い教区の一つであるレオン教区の司教座聖堂となった。
建築様式としては、後期バロックから、新古典主義への移行期の特徴を持つ。それらはグアテマラの古都アンティグアで育まれた「アンティグア・グアテマラ・バロック様式」と呼ばれるものである。その中でもレオン大聖堂は、スペイン建築とラテンアメリカの地域的特性の融合の優れた例である。具体的な特徴としては、ニカラグアに多発する地震に対応するための低く太い塔などが挙げられる。

## 世界遺産
2011年、ユネスコの世界遺産（文化遺産）に登録された。

### 登録基準
この世界遺産は世界遺産登録基準のうち、以下の条件を満たし、登録された（以下の基準は世界遺産センター公表の登録基準からの翻訳、引用である）。
- (2) ある期間を通じてまたはある文化圏において、建築、技術、記念碑的芸術、都市計画、景観デザインの発展に関し、人類の価値の重要な交流を示すもの。
- (4) 人類の歴史上重要な時代を例証する建築様式、建築物群、技術の集積または景観の優れた例。